# Damn (I think I love you)
Damn (I think I love you) is een single en hit uit het tv-programma Starmaker, waar later de popgroep K-otic uit voort kwam. Het is de eerste single van het debuutalbum van K-otic Bulletproof.
Op de single doen niet alleen de leden van K-otic mee, maar ook enkele andere Starmakerbewoners die de band niet haalden. Dit waren Anuschka, Hessel, Lieke, Mendy en Ruben.
Het nummer kwam op nummer 1 binnen in de Nederlandse Top 40, maar daalde in de zesde week van 1 naar 13. Na 10 weken was de plaat alweer uit de Top 40 verdwenen, en staat daarmee in de lijst van minst succesvolle nummer 1-hits aller tijden. In de jaarlijst van de Top 40 over 2001 stond het slechts op de 52e plaats.
In de Mega Top 100 kwam het eveneens op de eerste plaats binnen, waar het 5 weken verbleef. In het jaaroverzicht, dat gebaseerd was op verkoopcijfers, stond het op nummer 1. Derhalve was Damn (I think I love you) de bestverkochte single van 2001.
De single werd in beide hitlijsten van de troon gestoten door One day fly dat als protest een parodie op Damn (I think I love you) opnam.

## Tracklisting Single
1. Damn (I think I love you)
2. Sing-a-long version

| Damn (I think I love you) in de Nederlandse Top 40 - binnen: 14 april 2001 | Damn (I think I love you) in de Nederlandse Top 40 - binnen: 14 april 2001 | Damn (I think I love you) in de Nederlandse Top 40 - binnen: 14 april 2001 | Damn (I think I love you) in de Nederlandse Top 40 - binnen: 14 april 2001 | Damn (I think I love you) in de Nederlandse Top 40 - binnen: 14 april 2001 | Damn (I think I love you) in de Nederlandse Top 40 - binnen: 14 april 2001 | Damn (I think I love you) in de Nederlandse Top 40 - binnen: 14 april 2001 | Damn (I think I love you) in de Nederlandse Top 40 - binnen: 14 april 2001 | Damn (I think I love you) in de Nederlandse Top 40 - binnen: 14 april 2001 | Damn (I think I love you) in de Nederlandse Top 40 - binnen: 14 april 2001 | Damn (I think I love you) in de Nederlandse Top 40 - binnen: 14 april 2001 | Damn (I think I love you) in de Nederlandse Top 40 - binnen: 14 april 2001 |
| Week                                                                       | 1                                                                          | 2                                                                          | 3                                                                          | 4                                                                          | 5                                                                          | 6                                                                          | 7                                                                          | 8                                                                          | 9                                                                          | 10                                                                         |                                                                            |
| -------------------------------------------------------------------------- | -------------------------------------------------------------------------- | -------------------------------------------------------------------------- | -------------------------------------------------------------------------- | -------------------------------------------------------------------------- | -------------------------------------------------------------------------- | -------------------------------------------------------------------------- | -------------------------------------------------------------------------- | -------------------------------------------------------------------------- | -------------------------------------------------------------------------- | -------------------------------------------------------------------------- | -------------------------------------------------------------------------- |
| Nummer                                                                     | 1                                                                          | 1                                                                          | 1                                                                          | 1                                                                          | 1                                                                          | 13                                                                         | 17                                                                         | 18                                                                         | 25                                                                         | 34                                                                         | Uit                                                                        |

| Damn (I think I love you) in de Nederlandse Mega Top 100 - binnen: 14 april 2001 | Damn (I think I love you) in de Nederlandse Mega Top 100 - binnen: 14 april 2001 | Damn (I think I love you) in de Nederlandse Mega Top 100 - binnen: 14 april 2001 | Damn (I think I love you) in de Nederlandse Mega Top 100 - binnen: 14 april 2001 | Damn (I think I love you) in de Nederlandse Mega Top 100 - binnen: 14 april 2001 | Damn (I think I love you) in de Nederlandse Mega Top 100 - binnen: 14 april 2001 | Damn (I think I love you) in de Nederlandse Mega Top 100 - binnen: 14 april 2001 | Damn (I think I love you) in de Nederlandse Mega Top 100 - binnen: 14 april 2001 | Damn (I think I love you) in de Nederlandse Mega Top 100 - binnen: 14 april 2001 | Damn (I think I love you) in de Nederlandse Mega Top 100 - binnen: 14 april 2001 | Damn (I think I love you) in de Nederlandse Mega Top 100 - binnen: 14 april 2001 | Damn (I think I love you) in de Nederlandse Mega Top 100 - binnen: 14 april 2001 | Damn (I think I love you) in de Nederlandse Mega Top 100 - binnen: 14 april 2001 | Damn (I think I love you) in de Nederlandse Mega Top 100 - binnen: 14 april 2001 | Damn (I think I love you) in de Nederlandse Mega Top 100 - binnen: 14 april 2001 | Damn (I think I love you) in de Nederlandse Mega Top 100 - binnen: 14 april 2001 | Damn (I think I love you) in de Nederlandse Mega Top 100 - binnen: 14 april 2001 |
| Week                                                                             | 1                                                                                | 2                                                                                | 3                                                                                | 4                                                                                | 5                                                                                | 6                                                                                | 7                                                                                | 8                                                                                | 9                                                                                | 10                                                                               | 11                                                                               | 12                                                                               | 13                                                                               | 14                                                                               | 15                                                                               |                                                                                  |
| -------------------------------------------------------------------------------- | -------------------------------------------------------------------------------- | -------------------------------------------------------------------------------- | -------------------------------------------------------------------------------- | -------------------------------------------------------------------------------- | -------------------------------------------------------------------------------- | -------------------------------------------------------------------------------- | -------------------------------------------------------------------------------- | -------------------------------------------------------------------------------- | -------------------------------------------------------------------------------- | -------------------------------------------------------------------------------- | -------------------------------------------------------------------------------- | -------------------------------------------------------------------------------- | -------------------------------------------------------------------------------- | -------------------------------------------------------------------------------- | -------------------------------------------------------------------------------- | -------------------------------------------------------------------------------- |
| Nummer                                                                           | 1                                                                                | 1                                                                                | 1                                                                                | 1                                                                                | 1                                                                                | 3                                                                                | 5                                                                                | 7                                                                                | 13                                                                               | 20                                                                               | 32                                                                               | 39                                                                               | 48                                                                               | 63                                                                               | 79                                                                               | uit                                                                              |